# Unfallmerkblatt
Unfallmerkblätter (UMB) sind eine wertvolle Hilfe bei unvorhergesehenen Zwischenfällen bei Gefahrguttransporten und enthalten Anweisungen für den Fahrer, die ihm und der Umwelt helfen, im Falle eines Unfalls unversehrt davonzukommen. Rechtlich korrekt heißen die Unfallmerkblätter heute Schriftliche Weisungen.
Für den Straßenverkehr müssen sie bestimmte Informationen enthalten, die in den ADR-Vorschriften vorgeschrieben sind. Die nationalen Gesetze sind an das ADR angepasst. In Deutschland sind sie durch die GGVSE-Durchführungsrichtlinie (RSE) in Anlage 13 näher bestimmt:
- offizielle Bezeichnung des transportierten Gutes
- Eigenschaften des Ladegutes
- Art der Gefahr
- mitzuführende persönliche Schutzausrüstung (für Fahrer und ggf. Beifahrer)
- mitzuführende Ausrüstung im Fahrzeug (Kanalabdeckung, …)
- Maßnahmen des Fahrers im Fall eines Unfalles
- Notruf-Telefonnummern (Polizei, Feuerwehr)
- Maßnahmen bei Feuer
- Erste-Hilfe-Maßnahmen
- Telefonnummern, wo man Unterstützung bekommen kann. (Notrufnummern)
- sowie weitere Angaben

Wichtig ist, dass die Unfallmerkblätter in den Sprachen aus den Ländern mitgeführt werden, durch die der Transport führt. Weiterhin ist ein zusätzliches Merkblatt in der Sprache des Fahrers und evtl. des Beifahrers mitzuführen, wenn diese von den Sprachen der durchfahrenen Länder abweichen. Die Unfallmerkblätter sind vom Fahrer im Führerhaus mitzuführen.
Die Unfallmerkblätter sind eigentlich nicht mehr für Feuerwehren oder Rettungskräfte gedacht und auch nicht mehr hinter den orangefarbenen Warntafeln anzubringen. Diese Aufgabe haben die standardisierten ERI-Cards übernommen. Dennoch sind gut formulierte Unfallmerkblätter auch hier eine wertvolle Hilfe.
Seit dem ADR 2009 gibt es für alle Gefahrguttransporte nur noch eine einheitliche Fassung der „Schriftlichen Weisung“ für die Transporte auf der Straße. Somit ist auch die Ausrüstung der Fahrzeuge vereinheitlicht worden. Dennoch gibt es für verschiedene Klassen noch wenige Unterschiede in der Ausrüstung. Die alten „Unfallmerkblätter“ konnten noch bis zum 30. Juni 2009 weiterverwendet werden.